# Olympique Club Agaza Omnisports
Maillots
L'Olympique Club Agaza Omnisports est un club togolais de football basé à Lomé.

## Histoire
Un nouveau Secrétaire Général est nommé le 1 mars 2021, en la personne de Monsieur SEBABI-KOLI ZARIFOU MAMATCHI.

## Palmarès
- Coupe d'Afrique des vainqueurs de coupe
  - Finaliste : 1983
- Championnat du Togo (2)
  - Champion : 1980 et 1984
- Coupe du Togo (5)
  - Vainqueur : 1979, 1981, 1984, 1988 et 1999
  - Finaliste : 1982, 1994 et 2005

## Anciens joueurs
- Jean-Paul Abalo
- Komlan Amewou
- Akakpo Adantor
- Bachirou Salou
- Tadjou Salou
- Emmanuel Adebayor